# Maria Furuhjelm
Marie Lovisa Furuhjelm, född 26 januari 1846 i Mustiala, död 19 mars 1916 i Helsingfors, var en finländsk författare, föreläsare och samhällsdebattör med särskilt engagemang inom nykterhetsrörelsen och kvinnoorganisationer.

## Biografi
Marie Lovisa Furuhjelm var dotter till senatorn och lantbruksskolans föreståndare friherre Johan Ulrik Sebastian Gripenberg och Maria Lovisa Öhrnberg. Hon fick sin utbildning genom hemundervisning samt vid Sankt Petersburgs svenska kyrkoskola och Kexholms privata utbildningsanstalt.
År 1874 gifte hon sig med Johan Emil Furuhjelm, med vilken hon var gift till hans död 1901.

## Verksamhet
Furuhjelm var aktiv som föreläsare inom nykterhetsrörelsen och kvinnoorganisationer i Finland. Hon skrev även artiklar för pressen och engagerade sig i folkbildning och samhällsfrågor. Under författarnamnet Maria publicerade hon ett stort antal verk, bland annat uppfostringslitteratur, berättelser, sagor och socialt inriktade skrifter. Hennes produktion inkluderar såväl originalverk som översättningar mellan svenska och finska. 

## Verk
- Några ord till Finlands mödrar (1871)
- Neuvoja Suomenmaan äiteille (1871)
- Sagor och berättelser (1–2, 1875)
- Skilda vägar (1879)
- Eri uria (1904)
- Kärfven (1883)
- Kukkasia (1883)
- Anna Lind eller var trogen äfven i det lilla (1885)
- Hvardagslag (1890)
- Hullu-Heikki (1893)
- Barnen i Tervola torp (1896)
- Pastorskan och Tervola torp (1896)
- Tule omillasi toimeen (1898)
- Tervola trädgården (1900)
- Kaksi miniää (1902)
- Tuomikosken ylioppilaat (1902)
- Apuun! (1904)
- Två berättelser (1904)
- Mietteitä maaseutuväestön siveellisyysoloista (1905)
- Olika deladt och andra berättelser af Maria (1906)
- Marian kansaisia kertomuksia (1909)
- Tehtaan tytöt (1912)
- Kirjoitelmia kasvatuksesta (1916)
- Småstycken på prosa och vers för de unga (1874)